# Liste von Persönlichkeiten der Stadt Merseburg
Die Liste von Persönlichkeiten der Stadt Merseburg enthält Personen, die in Merseburg geboren wurden, sowie solche, die dort zeitweise gelebt und gewirkt haben, jeweils chronologisch aufgelistet nach dem Geburtsjahr. Die Liste erhebt keinen Anspruch auf Vollständigkeit.

## Ehrenbürger von Merseburg

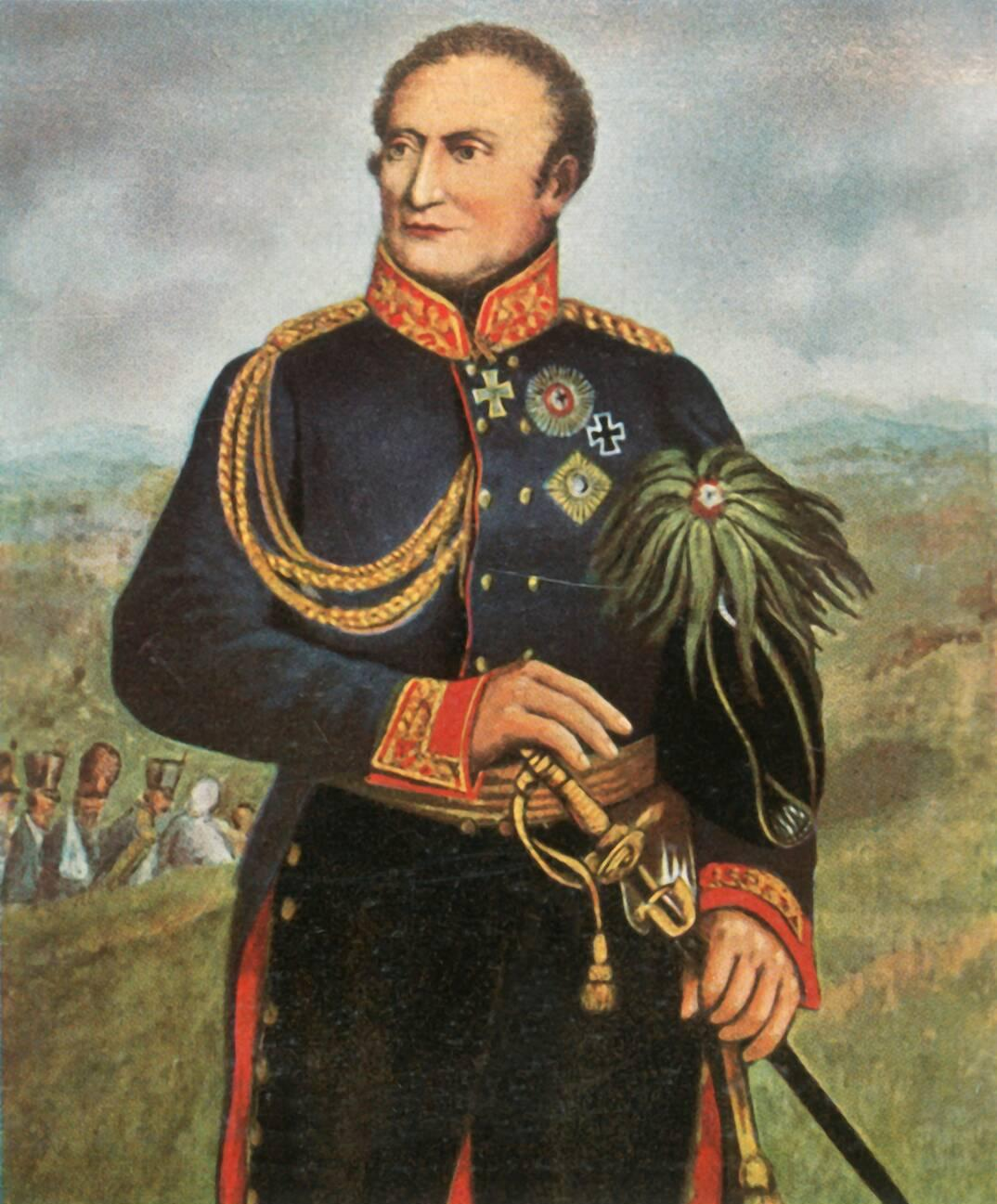
Friedrich von Kleist, Holzschnitt von Hermann Scherenberg 1863

- Friedrich von Kleist, preußischer Generalfeldmarschall (1821)
- Adolf Heinrich von Arnim-Boitzenburg, Regierungspräsident des Regierungsbezirks Merseburg (1841)
- Friedrich von Krosigk, Domherr und Regierungspräsident des Regierungsbezirks Merseburg (1858)
- Carl Christian Hohl, Fabrikant (1864)
- Gottlob August Schäfer, Stadtverordneter (1870)
- Robert Rothe, Regierungspräsident des Regierungsbezirks Merseburg (1875)
- Friedrich Heinrich Gabriel Seffner (1805–1888), Bürgermeister von Merseburg (1841–1876); Mitglied der preußischen Nationalversammlung 1848/49
- Otto Fürst von Bismarck, deutscher Reichskanzler (1877).
- Helmuth Karl Bernhard von Moltke, preußischer Generalfeldmarschall (1890)
- Gottlieb Friedrich Wilhelm Reinefarth, Oberbürgermeister von Merseburg (1906)
- Eberhard von der Recke, Regierungspräsident des Regierungsbezirks Merseburg (1909)

1933 wurden durch die von der NSDAP dominierte Stadtverordnetenversammlung Paul von Hindenburg, Adolf Hitler und Rudolf Jordan zu Ehrenbürgern ernannt. Am 15. Juni 1945 wurde durch den vom US-Militär eingesetzten „vorläufigen Ausschuss“ den beiden letztgenannten die Ehrenbürgerschaft aberkannt. 
Mit Beschluss des Merseburger Stadtrats vom 22. Mai 2025  wurden die drei Personen – Adolf Hitler, Paul von Hindenburg und Rudolf Jordan – offiziell aus der Liste der Ehrenbürger der Stadt Merseburg entfernt. 

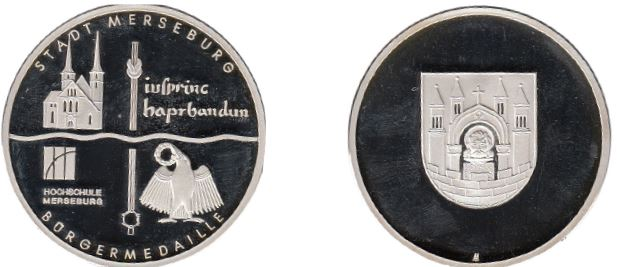
Bürgermedaille der Stadt Merseburg

Seit 1933 wurden Ehrenbürger in Merseburg nicht mehr benannt.
Seit 2006 wird die Bürgermedaille verliehen.

## In Merseburg geborene Persönlichkeiten

### Bis 1800
- Lucas Brandis (vor 1450 – nach 1500), bedeutender Buchdrucker und Typograf der Inkunabelzeit
- Ernst Brotuff (1497–um 1565), Historiker und Jurist, Bürgermeister von Merseburg
- Georg Cruciger (1575–1637), lutherischer Theologe, Philosoph und Hochschullehrer
- Martin Friedrich Friese (1632–1700), Mediziner, Hochschullehrer und -rektor
- Sophie Hedwig von Sachsen-Merseburg (1660–1686), Prinzessin von Sachsen-Merseburg
- Johann Friedrich Henckel (1678–1744), Arzt, Mineraloge, Metallurg und Chemiker; Henckels Laboratorium und seine Lehrsammlung bildeten eine der Keimzellen der Bergakademie Freiberg
- Christian Ernst von Polenz (1681–1752), königlich-polnischer und kurfürstlich-sächsischer Generalleutnant der Kavallerie
- Johann Michael Hoppenhaupt (1685–1751), Baumeister und Bildhauer
- Karl Friedrich II. von Württemberg-Oels (1690–1761), Herzog von Württemberg-Oels, Regent des Herzogtums Württemberg
- Johann Christian Kirchner (1691–1732), Bildhauer
- Johann Christian Buxbaum (1693–1730), Botaniker
- Johann Samuel Agner (1701–1769), Pfarrer und Schriftsteller
- Johann Gottlieb Kirchner (1706–1768), Bildhauer und Porzellanmodelleur
- Johann Gottfried Strauß (1718–1779), evangelischer Hofprediger
- Johann Christian Hoppenhaupt der Jüngere (1719–1785), Zierratenbildhauer und Dekorateur
- Johann Michael Ladensack (1724–1790), deutscher Spiritualist
- Simon Gottlieb Zug (1733–1807), Architekt
- Karl Friedrich Senf (1739–1814), evangelischer Theologe und Kirchenlieddichter
- Franz Heinrich von Naumann (1749–1795), Ingenieuroffizier und Vedutenzeichner
- Christian August Breiter (1776–1840), Gärtner und Botaniker
- Johann Christian Müller (1776–1836), Jurist und Verwaltungsbeamter, Kultusminister des Königreichs Sachsen
- Karl Heinrich Grumbach (1790–nach 1851), Theologe, Pädagoge und Schriftsteller
- Hans Heinrich Graf von Könneritz (1790–1863), Diplomat, Wirklicher Geheimer Rat, Rittergutsbesitzer und Politiker
- Julius Traugott von Könneritz (1792–1866), Vorsitzender des sächsischen Gesamtministeriums
- Wilhelm Stiehler (1797–1878), Jurist und Naturforscher
- Friedrich Albert von Langenn (1798–1868), Jurist und Historiker
- Carl Friedrich von Posern-Klett (1798–1849), Numismatiker, Kaufmann und Politiker

### 1801 bis 1900

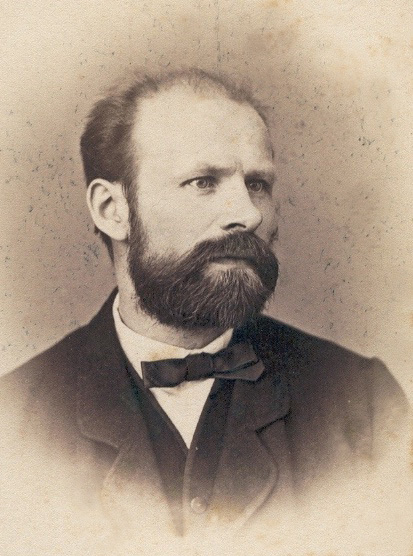
Carl Richard Ritter

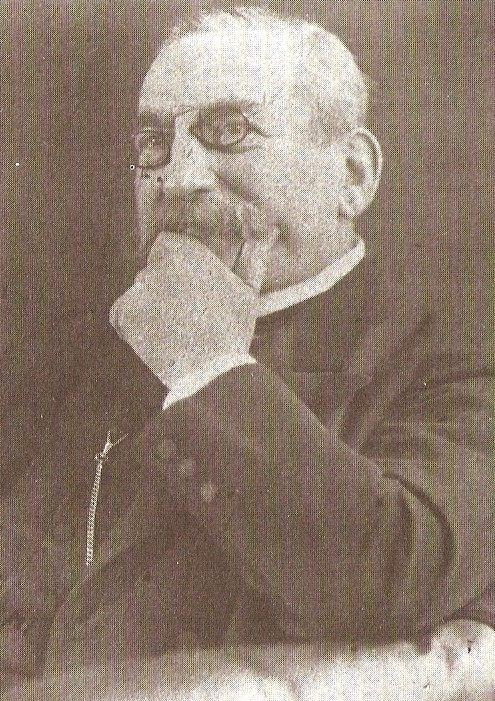
Rudolf von Bitter jun.

- Eduard von Könneritz  (1802–1875), Sächsischer Staatsbeamter und Wirklicher Geheimer Rat
- Carl Friedrich Koch (1802–1871), Geheimer Regierungs- und Medizinalrat
- Karl Wilhelm Ernst Heimbach (1803–1865), Jurist, Hochschullehrer und Oberappellationsgerichtsrat
- Karl Friedrich Anton von Hohenthal (1803–1852), sächsischer Fideikommissherr und Mitglied der Ersten Kammer der Sächsischen Ständevertretung
- Friedrich Henning von Arnim (1804–1885), Unternehmer und Rittergutsbesitzer
- Carl von Helldorff (1804–1860), preußischer Landrat, Kammerherr sowie Mitglied des Vereinigten Landtages und Abgeordnetenhauses
- Wilhelm Streckfuß (1817–1896), Landschafts-, Porträt- und Genremaler, Verfasser eines Lehrbuchs der Perspektive
- Kurt von Krosigk (1819–1898), preußischer Landrat
- Hans Ulrich von Schaffgotsch (1831–1915), Montanindustrieller und Parlamentarier in Oberschlesien
- Richard von Loewe (1832–1896), preußischer Generalleutnant
- Richard Brenner (1833–1874), Afrikaforscher
- Oskar von Nostitz (1834–1914), Verwaltungsbeamter
- Lucian Müller (1836–1898), klassischer Gelehrter, Philologe
- Carl Richard Ritter (1836–1917), Klavierbauer
- Heinrich Kühne (1838–1926), Vizeadmiral der Kaiserlichen deutschen Marine, Oberwerftdirektor der Kaiserlichen Werft in Kiel (KWK), Mitglied der Geographischen Gesellschaft zu Lübeck
- Traugott Hermann von Arnim-Muskau (1839–1919), Politiker, Mitglied des Preußischen Herrenhauses
- Alexandra von Schleinitz (1842–1901), Schriftstellerin
- Louis Bethmann (1844–1918), Turner und Turnfunktionär
- Rudolf von Bitter (1846–1914), Jurist, Beamter und Politiker
- Ludwig Hellwig (1846–1910), lauenburgischer Heimatforscher
- Eberhard von der Recke (1847–1920), Verwaltungsjurist, Regierungspräsident in Köslin und Merseburg
- Richard Eilenberg (1848–1927), Komponist
- Kurt von Wilmowsky (1850–1941), Rittergutsbesitzer, Chef der Reichskanzlei
- Curt Herrmann (1854–1929), Maler, Gründungsmitglied der Berliner Secession
- Paul Schmidt (1856–1921), Chef des Sanitätskorps der Kaiserlichen Marine
- Oskar Herrfurth (1862–1934), Maler und Illustrator
- Rudolf Holzschuh (1865–1943), Landschaftsmaler
- Ernst Däumig (1866–1922), Politiker, Vorsitzender von USPD und KPD, Reichstagsabgeordneter
- Otto Schultze (1872–1950), Arzt, Psychologe und Hochschullehrer
- Paul Juckoff (1874–1936), Bildhauer
- Alfred Blancke (1875–nach 1935), Unternehmer und Kunstsammler
- Otto Geithner (1876–1948), kommunistischer Politiker, 1918 Vorsitzender des örtlichen Rates der Volksbeauftragten und damit faktisch Regierungschef des Freistaates Sachsen-Gotha
- Paul Horn (1876–1959), Bildhauer
- Karl-Ludwig Hartig (1878–1954), Maler und Grafiker
- Günther Pogge (1879–1961), Dichter, Staatsanwalt und Oberregierungsrat
- Herbert von Conrad (1880–1946), Verwaltungsbeamter und Rittergutsbesitzer
- Johannes Müller (1880–1964), Kommunalpolitiker und Oberbürgermeister von Marburg
- Ernst Richard Ritter (1882–1936), Ingenieur und Unternehmer
- Sibylle Ascheberg von Bamberg (1888–1966), Malerin
- Elisabeth Schumann (1888–1952), Sopranistin
- Charlotte von Rumohr (1889–1978), Malerin und Äbtissin
- Hans Wiegand (1890–1915), Maler
- Siegfried Berger (1891–1946), Schriftsteller
- Friedrich Peter (1892–1960), Theologe, evangelischer Pfarrer und Bischof der Deutschen Christen
- Otto Zschäge (1893–nach 1950), Politiker (SED)
- Wolf-Heinrich von Helldorff (1896–1944), Reichstagsabgeordneter sowie Polizeipräsident von Berlin
- Hans Weinreich (1896–1963), NSDAP-Reichstagsabgeordneter
- Arno Chwatal (1897–1963), völkisch-nationalsozialistischer Politiker und Mitglied des Reichstags
- Kurt Kühn (1898–1963), Gewerkschafter, Politiker (KPD/SED) und Widerstandskämpfer
- Günther Nikolaus (1899–?), Verwaltungsjurist und Landrat
- Rudolf Oeltzschner (1899–1935), Flieger und Segelflug-Rekordhalter

### 1901 bis 1950
- Richard Feldtkeller (1901–1981), Physiker und Elektrotechniker
- Walter Bauer (1904–1976), Schriftsteller
- Fritz Lettow (1904–1989), Arzt und Widerstandskämpfer gegen den Nationalsozialismus
- Waldemar Schön (1904–1969), Jurist und Politiker (NSDAP)
- Erich Gimpel (1910–2010), nazistischer Spion im Zweiten Weltkrieg
- Hans-Georg Piper (1911–1969), Mediziner und Hochschullehrer
- Walter Saal (1913–1996), deutscher Heimatforscher und Denkmalpfleger
- Margarete Bothe (1914–1945), Volksschullehrerin, Historikerin und NS-Opfer
- Gustav Rödel (1915–1995), Brigadegeneral der Bundeswehr
- Hans-Günther Weber (1916–2003), Oberstadtdirektor von Braunschweig
- Heinz Baufeld (1919–unbekannt), Internist und Hochschullehrer
- Karl-Oskar Mosebach (1919–2006), Chemiker und Hochschullehrer
- Gisela Buschendorf-Otto (1921–2011), Prähistorikerin, Ägyptologin und Kulturanthropologin
- Lothar Kämpfe (1923–2022), Zoologe
- Hermann-Ernst Schauer (1923–2011), Wehrmachts-Offizier, dann Fallschirm-Agent der Roten Armee
- Günter Horn (1925–2011), Historiker und Fachautor
- Claus Haring (1926–2016), Mediziner, Psychiater, Hochschullehrer
- Elisabeth Körting (1926–2009), Keramikerin
- Kurt-Hermann Kühn (1926–1989), Maler und Grafiker
- Klaus Tennstedt (1926–1998), Dirigent
- Inge Hieblinger, geb. Kleindienst (1928–2007), Staatsrechtlerin und Politikerin
- Peter Schunck (1928–2024), Romanist
- Claus-Jürgen Estler (* 1930), Mediziner, Toxikologe, Pharmakologe und Hochschullehrer
- Hans-Dieter Belitz (1931–1993), Lebensmittelchemiker
- Dietrich Bergner (* 1931), Werkstoffwissenschaftler und Hochschullehrer
- Klaus Robock (1931–1991), Physiker in der Arbeitsmedizin des Bergbaus
- Heinz Sauer (* 1932), Jazzmusiker
- Brigitte Mahn-Diedering (1933–1993), Designerin und Hochschullehrerin
- Karl-Wolfgang Zschiesche (1933–1996), Pathologe
- Ekkehard Fahr (* 1934), Architekt
- Inge Ristock (1934–2005), Tischtennisspielerin, Kabarettistin und Fernsehautorin
- Jürgen Petersohn (1935–2017), Historiker
- Erhard Schröter (1935–1988), Prähistoriker
- Hans-Georg Hoppe (1936–1981), Gebrauchsgrafiker
- Martin Schneider (1938–2021), Opernregisseur und Hochschullehrer
- Reiner Bernstein (1939–2021), Historiker und Publizist
- Günter Köppe (* 1939), Sportpädagoge und Hochschullehrer
- Günter Ackermann (* 1940), Fotograf
- Feliks Büttner (* 1940), Maler und Grafiker
- Heidemarie Koch (1943–2022), Iranistin und Hochschullehrerin
- Hartmut Meyer (* 1943), Diplom-Ingenieur und Politiker, Minister in Brandenburg
- Horst Gundlach (* 1944), Psychologe
- Rainer Zille (1945–2005), Maler
- Michael Schwandt (* 1947), Musiker
- Hans-Jürgen Ulbricht (* 1947), Sportwissenschaftler, Judofunktionär
- Michael Gratz (* 1949), Literaturwissenschaftler und Blogger
- Axel Thieme (1950–2021), Künstler, Maler und Galerist

### Ab 1951
- Marion Fischer (* 1951), Landtagsabgeordnete (CDU)
- Reinhard Renneberg (* 1951), Biochemiker und Kolumnist
- Doris Claudia Mandel (* 1951), Schriftstellerin, Verlegerin, Chorleiterin
- Jörg Pfeifer (* 1952), Leichtathlet und Olympiamedaillengewinner
- Jürgen Jankofsky (* 1953), Schriftsteller
- Manfred Gorr (* 1953), Schauspieler und Regisseur
- Volker Winkler (* 1957), Radrennfahrer, Radsporttrainer
- Claudia Hempel (* 1958), Schwimmerin
- Karin Püschel (* 1958 als Karin Kahlow), Volleyballspielerin und Olympiamedaillengewinnerin
- Carola Dombeck (* 1960), Turnerin
- Uwe Heppner (* 1960), Ruderer, 1980 Olympiasieger im Doppelvierer
- Martina Jäschke (* 1960), Wasserspringerin, Olympiasiegerin 1980 im Turmspringen
- Stephan Hauck (* 1961), Handballspieler
- Ullrich Martin (* 1963), Verkehrswissenschaftler
- Theresa Rinecker (* 1964), evangelische Theologin
- Andreas Franke (* 1965), Volleyballspieler
- Torsten Miksch (1965–2017), Landtagsabgeordneter (DVU)
- Gerd Frey (* 1966), Schriftsteller
- Andrea Kathrin Loewig (* 1966), Schauspielerin
- Kristina Mundt (* 1966), Ruderin, zweifache Olympiasiegerin
- Ralf Jacob (* 1967), Archivar und Historiker
- Peter Adeberg (* 1968), Eisschnellläufer
- Matthias Benesch (* 1968), Bobfahrer
- Carola Ciszewski (* 1968), Handballspielerin[5]
- Steffen Görmer (* 1968), Bobsportler
- Jan Peter (* 1968), Regisseur und Autor
- Uwe Nolte (* 1969), Künstler
- Hanka Rackwitz (* 1969), Reality-TV-Darstellerin
- Torsten Raspe (* 1969), Fußballspieler
- Uta Rohländer (* 1969), Leichtathletin und Olympiamedaillengewinnerin
- Sven Thiele (* 1969), Ringer
- Ulrike Adeberg (* 1970), Eisschnellläuferin[6]
- Andreas Schmidt (* 1970), Politiker, Abgeordneter im Landtag von Sachsen-Anhalt
- Tino Weber (* 1970), Schwimmer
- Steffen Stiebler (* 1971), Handballspieler
- Katja Nebe (* 1972), Juristin
- Stefan Pohl (* 1978), Schwimmer
- Ralph Hutschenreuther (* 1979), Politiker (BSW)
- Jawed Karim (* 1979), Multimillionär und Mitbegründer des Onlineportals YouTube
- Marcus Becker (* 1981), Kanute
- Maik Franz (* 1981), Fußballspieler
- Christian Albrecht (* 1982), Landtagsabgeordneter (CDU)
- Janina Böttger (* 1982), Politikerin (Die Linke)
- Christian Kramer (* 1983), Triathlet
- Bernhard Spring (* 1983), Journalist und Schriftsteller
- Andreas Werner (* 1984), österreichischer Bildender Künstler
- Heidi Reichinnek (* 1988), Politikerin (Die Linke), MdB und Landesvorsitzende Die Linke Niedersachsen
- Florian Völker (* 1991), Volleyballspieler und -trainer
- Ramon Roselly (* 1993), Sänger
- Viktoria Dönicke (* 1999), Bobfahrerin
- Timo Löser (* 1999), Handballspieler

## Personen mit Bezug zu Merseburg

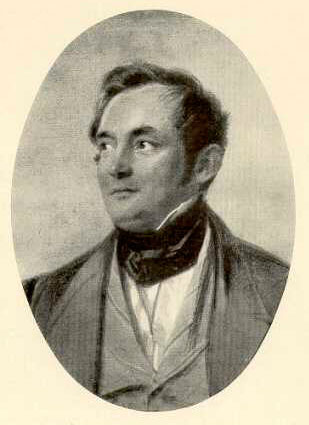
Carl Adolph von Basedow

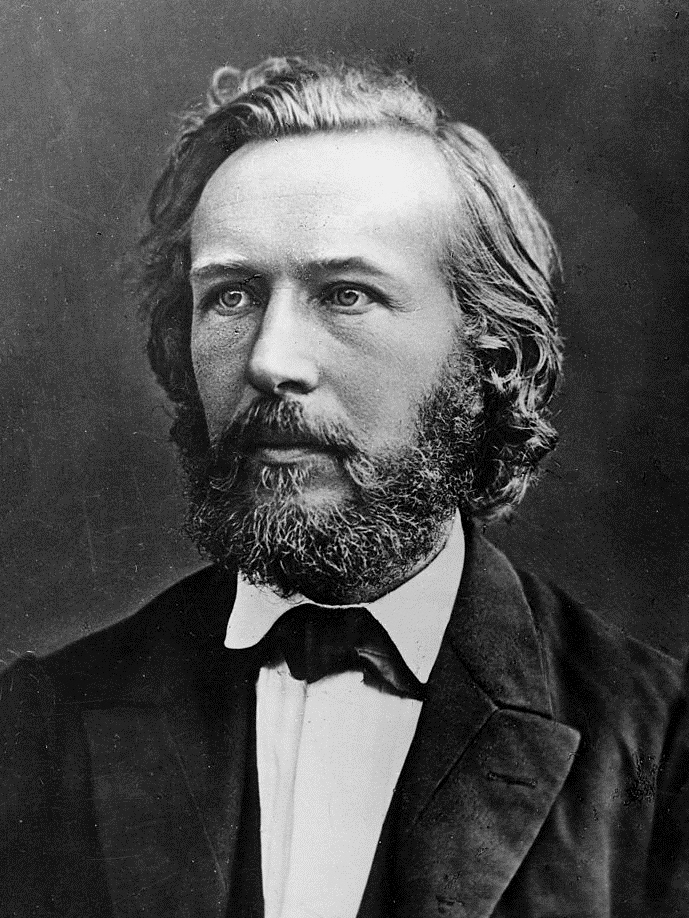
Ernst Haeckel

- Erwin von Merseburg (* um 840 vermutlich in Merseburg; † vor 906 ebenda), reich begüterter Adliger
- Heinrich I. (* um 876; † 2. Juli 936), heiratete 906 Hatheburg von Merseburg, erwarb damit großen Landbesitz und schuf die Grundlagen für seine spätere Königswahl
- Hatheburg von Merseburg (* 876; † nach 909), Tochter von Graf Erwin, erste Frau des späteren ostfränkischen Königs Heinrich I.
- Siegfried von Merseburg (* um 895; † 937), auch Siegfried von der Ostmark
- Thietmar (1009–1018), Bischof, bedeutender Chronist, Erbauer des Merseburger Doms
- Rudolf von Rheinfelden (um 1025 – 1080), Gegenkönig, liegt im Dom begraben
- Lucas Brandis (vor 1450 – nach 1500), einer der ersten Buchdrucker, wirkte in Merseburg
- Thilo von Trotha (1466–1514), Bischof, unter anderem Bezugsfigur der Merseburger Rabensage
- Johannes Knolleisen (1450–1513), 1489 Domherr in Merseburg
- Gottfried Cundisius (1599–1651), lutherischer Theologe, war in Merseburg Superintendent
- David Pohle (1624–1695), Komponist, Kapellmeister, wirkte und starb in Merseburg
- Christian Reuter (1665–1712), Komödienschreiber, Schüler am Domgymnasium
- Johann Theodor Roemhildt (1684–1756), Komponist, wirkte und starb hier
- Johann Joachim Quantz (1697–1773), Komponist, erwarb hier seine Ausbildung
- Johann David Steinmüller (1708–1767), evangelisch-lutherischer Theologe, Superintendent Merseburg
- Johann Friedrich Niemann (1764–1846), Mediziner und Fachschriftsteller
- Charlotte Kanitz (1773–1826), Schriftstellerin mit Wirkungszeit in Merseburg
- Christian Weiss (1774–1853), Philosoph und Pädagoge, Schul- und Regierungsrat in Merseburg
- Friedrich Graf Kleist von Nollendorf (1762–1823), Generalfeldmarschall, erster Generalkommandeur der Provinz Sachsen und erster Ehrenbürger von Merseburg
- Carl von Basedow (1799–1854), Arzt, wirkte und starb in Merseburg
- Friedrich Herwarth von Bittenfeld (1802–1884), preußischer General, starb hier
- Franz Liszt (1811–1886), Komponist, schrieb einige Stücke für die Domorgel, darunter die Einweihungsmusik
- Carl Joseph Chwatal (1811–1887), Orgelbauer
- David Hermann Engel (1818–1877), Domorganist und Komponist
- Friedrich Ladegast (1818–1905), Erbauer der Merseburger Domorgel
- Gustav von Diest (1826–1911), Jurist, preußischer Regierungspräsident und Autor
- Ernst Haeckel (1834–1919), Biologe, Schüler am Domgymnasium
- Otto Küstermann (1837–1913), Pfarrer und Lokalhistoriker
- Ludolf Penkert (1844–1904), Arzt und Regierungsbeamter, Regierungs- und Geheimer Medizinalrat
- Otto Rademacher (1847–1918), Gymnasiallehrer und Lokalhistoriker
- Hugo Vogel (1855–1934), schuf 1898 die Monumentalgemälde im Plenarsaal des Ständehauses
- Ernst von Rebeur-Paschwitz (1861–1895), Astronom und Seismologe, wirkte und starb hier
- Friedrich Zollinger (1880–1945), Architekt, Stadtbaurat in Merseburg
- Arthur Drews (1884–1964), Dezernent und Abteilungsleiter in der Regierung Merseburg
- Ernst von Harnack (1888–1945), Merseburger Regierungspräsident 1929–32, am 5. März 1945 in Plötzensee hingerichtet
- Axel Crewell (1896–1945), NSDAP-Kreisleiter und Landrat in Querfurt
- Georg Paul (1901–1980), Maler und Grafiker
- Rudolf Jordan (1902–1988), NSDAP-Gauleiter, 1933 zum Ehrenbürger von Merseburg ernannt, was 1945 durch den „vorläufigen Ausschuss“ wieder aberkannt wurde.
- Rudolf Herrnstadt (1903–1966 in Halle), deutscher Journalist und kommunistischer Politiker
- Helmut Schoepke (1903–1996), Verlagsbuchhändler und Lyriker
- Elmar Profft (1905–1978), Chemiker, Professor, Rektor der Technischen Hochschule Leuna-Merseburg
- Herbert Dallmann (1909–1996), Mathematiker, Professor, Gründungsrektor der Technischen Hochschule für Chemie Leuna-Merseburg
- Heinz Schmellenmeier (1909–1994), Physiker, Professor, Rektor der Technischen Hochschule Leuna-Merseburg
- Eberhard Leibnitz (1910–1986), Chemiker, Professor, Rektor der Technischen Hochschule für Chemie Leuna-Merseburg
- Lieselott Herforth (1916–2010), Kernphysikerin und erste Rektorin (Frau als Rektor) einer deutschen Universität, wirkte an der TH Leuna-Merseburg
- Rolf Landsberg (1920–2003), Chemiker, Professor, Rektor der Technischen Hochschule Leuna-Merseburg
- Willi Sitte (1921–2013), Maler, ehemaliger Präsident des Verbandes Bildender Künstler (VBK) der DDR
- Hans-Joachim Bittrich (1923–2010), Chemiker, Professor, Rektor der Technischen Hochschule Leuna-Merseburg
- Helmut Pohle (1925–1994), Wirtschaftswissenschaftler und Hochschullehrer, wirkte und starb hier
- Hans-Günther Wauer (1925–2016), Musiker, Domorganist
- Leo Nowak (* 1929), Bischof, war als Vikar an der katholischen St.-Norbert-Kirche in Merseburg tätig
- Kurt Biedenkopf (1930–2021), Jurist, Hochschullehrer und Politiker der CDU
- Hans-Heinz Emons (* 1930), Chemiker, Professor, Rektor der Technischen Hochschule Leuna-Merseburg
- Gert Naue (* 1934), Ingenieur (Strömungstechniker), Professor, Rektor der Technischen Hochschule Leuna-Merseburg
- Margit Rätzsch (1934–2016), Physikochemikerin, Professorin, Rektorin der Technischen Hochschule Leuna-Merseburg
- Alfred Göpfert (1934–2023), Mathematiker, Professor, Rektor der Technischen Hochschule Leuna-Merseburg
- Egon Fanghänel (1935–2023), Chemiker, Professor, Rektor der Technischen Hochschule Leuna-Merseburg
- Lothar Teschke (* 1936), Mathematiker, Professor, Gründungsrektor der Fachhochschule Merseburg
- Hans-Joachim Timpe (* 1939), Chemiker, Professor
- Bernd Göbel (* 1942), Schöpfer des 2004 errichteten Zwei-Welten-Brunnens auf dem Entenplan
- Irina Liebmann (* 1943), deutsche Schriftstellerin, Tochter von Rudolf Herrnstadt
- Friedrich Schorlemmer (1944–2024), Theologe, von 1971 bis 1978 Studentenpfarrer in Merseburg
- Heinz Zwanziger (* 1947), Chemiker, Professor, Rektor der Hochschule Merseburg
- Axel Noack (* 1949), Theologe, ehemaliger Bischof der Evangelischen Kirche der Kirchenprovinz Sachsen
- Johanna Wanka (* 1951), Mathematikerin, Professorin, Rektorin der Fachhochschule Merseburg, 1989 Mitbegründerin des Neuen Forums Merseburg, Politikerin (CDU), Bundesministerin für Bildung und Forschung
- Lothar König (1954–2024), Pfarrer und maßgeblicher Akteur der „Wende“ in Merseburg
- Jörg Kirbs (* 1957), Ingenieur, Professor, Rektor der Hochschule Merseburg
- Michael Schiller (* 1959), Chemiker und Autor
- Birgit Kamm (* 1962), Chemikerin
- Jens Bühligen (* 1966), Oberbürgermeister 2008–22